# Vølund (virksomhed)
 For alternative betydninger, se Vølund. (Se også artikler, som begynder med Vølund)
Vølund var en dansk maskin- og kedelfabrik. Firmaet blev i 1980'erne opdelt i forskellige divisioner, der senere fik forskellige ejere. I dag anvendes Vølund navnet i Vølund Varmeteknik, der ejes af svenske Nibe AB. Større projekter fortsættes i Babcock Wilcox, ejet af amerikanske Babcock & Wilcox. Asko Vølund lever videre som mærke under den finske hvidevareproducent Asko, der i dag er ejet af slovenske Gorenje. 

## Historie
Den 1. januar 1898 blev aktieselskabet VØLUND stiftet som en fortsættelse af F.A.H. Petersen og Ludvig Christensens Maskinfabrik og Jernstøberi på Blegdamsvej 28 og 32 i København. Aktiekapitalen var på 325.000 kr. Fabrikken havde dog rødder tilbage til 1875, da maskinarbejder F.A.H. Petersen etablerede sig som virksomhed sammen med en arbejdskammerat i Borgergade 39.
Vølunds første bestyrelse i 1898 bestod af:
- Oberstløjtnant P. Hansen, formand
- Overretssagfører J.L. Busch, næstformand
- Grosserer, cand.jur. Alfred Blom
- Ingeniør Jakob Gluud
- Direktør F.A.H. Petersen
- Direktør Ludvig Christensen
- Direktør Evald Fenger

Vølund lå fra april 1921 til 1964 i et fabrikskompleks på Øresundsvej 147 på Amager opført 1917-1921 ved arkitekt Frederik Wagner for Nielsen & Winther. Denne fabrik blev revet ned i 2000-2001. Ved overtagelsen i 1921 var Vølund blevet en virksomhed med omkring 600 arbejdere og 100 funktionærer. Hovedadressen blev 1970 flyttet til Abildager 11 i Brøndby.
I begyndelsen produceredes fortrinsvis opvarmningsanlæg og dampvaskerianlæg, bl.a. til (det gamle) Rigshospitalet, der blev opført 1905-10 ved Martin Borch (siden nedrevet). I 1910 begyndte man at fremstille råoliemotorer til fremdrivning af mindre skibe, i 1923 damptromler, og i 1925 udførtes jernkonstruktionen til Forum København. I 1928 byggede Vølund den gamle Langebro (saboteret under Besættelsen), og omkring 1930 leveredes store dampkedelanlæg til H.C. Ørstedsværket og bryggeriet Tuborg i Hellerup. Også i 1930 stod man for stålskelettet til kontorhuset Vesterport af Ole Falkentorp og Povl Baumann, som i dag ejes af Nordea, men som i mange år bl.a. husede udstillingen Den Permanente. De gamle vogne i Rutchebanen på Dyrehavsbakken blev bygget hos Vølund 1932, de blev først 2010 skiftet ud med nye vogntog.
For Gutenberghus opførtes den velkendte, stadigt eksisterende gangbro i to etager hen over Vognmagergade. Endvidere leveredes i 1930'erne tre markante forbrændingsanlæg til Gentofte, Frederikberg og Århus Kommuner, formentlig "verdens første kontinuerligt arbejdende egentlige forbrændingsanlæg".[kilde mangler] Før krigen producerede Vølund både hestetrukne og motortrukne (Model Gentofte), efter krigen mere moderne, motordrevne (Model Lyngby) renovationsvogne.
Efter krigen leveredes bl.a. kedelanlæg til Vestkraft i Esbjerg, og i 1950'erne store tankanlæg til benzin- og olieselskaber i Århus Havn og på Prøvestenen. Da Tivoli efter krigen skulle retableres, var der et ønske om at opføre et pariserhjul. Dette konstrueredes af ingeniørfirmaet Rambøll og leveredes af Vølund.
I 1960 blev Vølund overtaget af godsejeren Erik Wilhelm Grevenkop-Castenskiold, som ansatte sin godsforvalter Poul Madsen som adm. direktør. Under Poul Madsens ledelse oplevede Vølund stor vækst på grund af den stigende efterspørgsel på husholdningsmaskiner i 1960'ernes boom i forbruget. I 1964 indviedes en fabrik i Esbjerg til produktion af forbrændingsanlæg, kedler, jernkonstruktioner m.v. Omkring 1960 samledes produktionen af vaskemaskiner i Tommerup på Fyn, og i 1970 købte man vaskemaskinfabrikken Ferm i Ulstrup ved Randers. Vaskeriaktiviteten afhændedes senere, og fabrikkerne i Tommerup og Ulstrup nedlagdes, men varemærket lever videre som Asko Vølund.
I 1970'erne var selskabet Vølund så kendt, at det jævnligt optrådte i Politikens At Tænke Sig, dog som bifigur til komponisten Niels Viggo Bentzon: "Niels Viggo Benzol – Tonernes A/S Vølund".
Omkring 1980 blev virksomheden opdelt i sektioner. Affaldsbehandling overgik til Vølund Ecology Systems A/S, Brøndby, kedlerne til Vølund Energy Systems A/S og Vølund Danstoker A/S i henholdsvis Esbjerg og Herning. Disse selskaber blev i 1992 købt af den italienske industrikoncern Ansaldo.
I 1990'erne ejede IRI Finmeccanica gruppen i Italien således Vølund, der da hed Ansaldo Vølund, og i 2000 blev Vølund overtaget af Babcock & Wilcox, som blev virksomhedens navn i 2021.
Babcock & Wilcox Vølund ApS med hovedkontor i Esbjerg og filial i bl.a. Glostrup, der har videreført Vølunds ekspertise på området affaldsforbrænding. Siden 2002 råder dette selskab også over Bruun & Sørensen A/S's W-risteteknologi. Inkl. B&S' anlæg tæller Vølunds referenceliste i dag godt 300 ovnanlæg. Sådan opgjort er selskabet verdens største, og på listen over modtagerlande findes så fjerne egne som Argentina og Taiwan. Knap 100 af ovnenhederne er leveret i Danmark, 55 i Japan, 39 i Frankrig, 33 i Sverige og 17 i USA.

## Adm. direktører
Denne liste er ufuldstændig; hjælp gerne med at udfylde den.
- 1957-1959: Poul Emil Madsen
- 1960-1977: Poul Madsen
- 1988-1990: Gert Grevenkop-Castenskiold
- ????-2017: John Veje Olesen
- 2021- : Gary Cambell Cochrane[1]

## Bestyrelsesformænd
Denne liste er ufuldstændig; hjælp gerne med at udfylde den.
- 1993-1995: Hans Jensen

## Eksterne kilder
- Babcock & Wilcox
- Vølund Varmeteknik
- Nibe AB